# Махлангу, Май
Май Сипиве Махлангу (африк. May Siphiwe Mahlangu; род. 1 мая 1989, Секунда, ЮАР) — южноафриканский футболист, полузащитник.

## Клубная карьера
Махлангу начал свою карьеру в Африканской футбольной академии в возрасте 15 лет, а затем выступал за молодёжную команду «Александа Юнайтед». Бо Нилссон заметил талантливого полузащитника и предложил ему попробовать силы в Шведском чемпионате. Махлангу подписал контракт с «Хельсингборгом». Для того, чтобы набраться игровой практики Май сразу же был отдан в аренду в клуб третьего дивизиона «Хеслехольм». За новую команду он сыграл 16 матчей и забил 6 мячей, после чего вернулся в «Хельсингборг». 9 августа 2009 года в матче против «Эребру» Махлангу дебютировал в Аллсвенскан. 10 мая 2010 года в поединке против «Ефле» Май забил свой первый мяч за команду. В том же году он Махлангу выиграл с командой Кубок Швеции. В 2011 году он был признан Футболистом года в Швеции, а также выиграл чемпионат, Кубок и Суперкубок Швеции.
В начале 2014 года Май перешёл в «Гётеборг». 17 апреля в матче против «Отвидаберга» он дебютировал за новую команду. 11 мая в поединке против «Эребру» Махлангу забил свой первый гол.
В начале 2015 года Май перешёл в турецкий «Коньяспор». 8 февраля в матче против «Баликесирспора» он дебютировал в турецкой Суперлиге. 28 февраля в поединке против «Фенербахче» Махлангу забил свой первый гол за «Коньяспор». Летом того же года он перешёл в бельгийский «Сент-Трюйден». 28 ноября в матче против «Мускрон-Перювельз» Май дебютировал в Жюпиле лиге. 26 декабря в поединке против «Ауд-Хеверле Лёвен» Махлангу забил свой первый гол за «Сент-Трюйден».
Летом 2016 года на правах свободного агента он присоединился к бухарестскому «Динамо». 24 сентября в матче против «Конкордии» Махлангу дебютировал в чемпионате Румынии. 7 апреля 2018 года в поединке против «Конкордии» Май забил свой первый гол за «Динамо».
Летом 2018 года Махлангу перешёл в болгарский «Лудогорец». Сумма трансфера составила 500 тыс. евро. Но так и не сыграл ни одного матча за команду и был назван болгарской прессой «трансферным разочарованием».
В феврале 2019 был отдан в аренду до конца года с правом выкупа в казахстанский клуб «Ордабасы». И в дебютном матче открыл счёт своим голам в местной Премьер-лиге.

## Карьера в сборной
6 января 2012 года в товарищеском матче против сборной Экваториальной Гвинеи Махлангу дебютировал за сборную ЮАР. 22 декабря в поединке против сборной Малави он забил свой первый гол за национальную команду. В 2013 году в составе сборной страны он принял участие в Кубке Африки. 27 января в поединке группового этапа против сборной Марокко Май забил гол.

### Голы за сборную ЮАР
| # | Дата            | Место                     | Противник | Результат | Соревнование                 |
| - | --------------- | ------------------------- | --------- | --------- | ---------------------------- |
| 1 | 22 декабря 2012 | Мозес Мабида, Дурбан, ЮАР | Малави    | 3:1       | Товарищеский матч            |
| 2 | 27 января 2013  | Мозес Мабида, Дурбан, ЮАР | Марокко   | 2:2       | Кубок африканских наций 2013 |

## Достижения
Командные
 «Хельсингборг»
- Чемпионат Швеции по футболу — 2011
- Обладатель Кубка Швеции — 2010
- Обладатель Кубка Швеции — 2011
- Обладатель Суперкубка Швеции — 2011
- Обладатель Суперкубка Швеции — 2012

Индивидуальные
- Футболист года чемпионата Швеции — 2011